# Ольгинское шоссе
О́льгинское шоссе́ — шоссе, проходящее по территориям Петергофа и Низинского сельского поселения Ломоносовского района Ленинградской области. Начинается в деревне Ольгино Низинского сельского поселения, идёт по историческим районам Скороход и Луизино Петергофа до улицы Луизино.

## Магистрали
Шоссе граничит или пересекается со следующими магистралями Петергофа:
| 1. Князевская улица 2. Луговская улица 3. Скороходовская улица 4. Улица Луизино |

## Транспорт

### Петергоф
- Автобусы:

- Остановка «Луизинская улица»: № 360
- Остановка «Сашинская улица»: № 360
- Остановка «3 км»: № 278

- Железная дорога:

- Станция «Новый Петергоф»

### Ольгино
- Автобусы:

- Остановка «Ольгино»: № 278, 653